# Bastia
Bastia (pronuncia italiana e corsa /baˈsti.a/, francese [baˈstja], in epoca romana Mantinum) è una città francese di 45715 abitanti, prefettura del dipartimento dell'Alta Corsica nella regione della Corsica.
Seconda città della Corsica per numero di abitanti, ne rappresenta il principale porto e il principale centro commerciale e industriale. Da Bastia sono normalmente visibili, da qualsiasi punto della città, le isole di Capraia, di Montecristo e d'Elba. Inoltre, quando il tempo è chiaro, si possono scorgere Pianosa e la penisola italiana (promontorio di Piombino).

## Geografia fisica

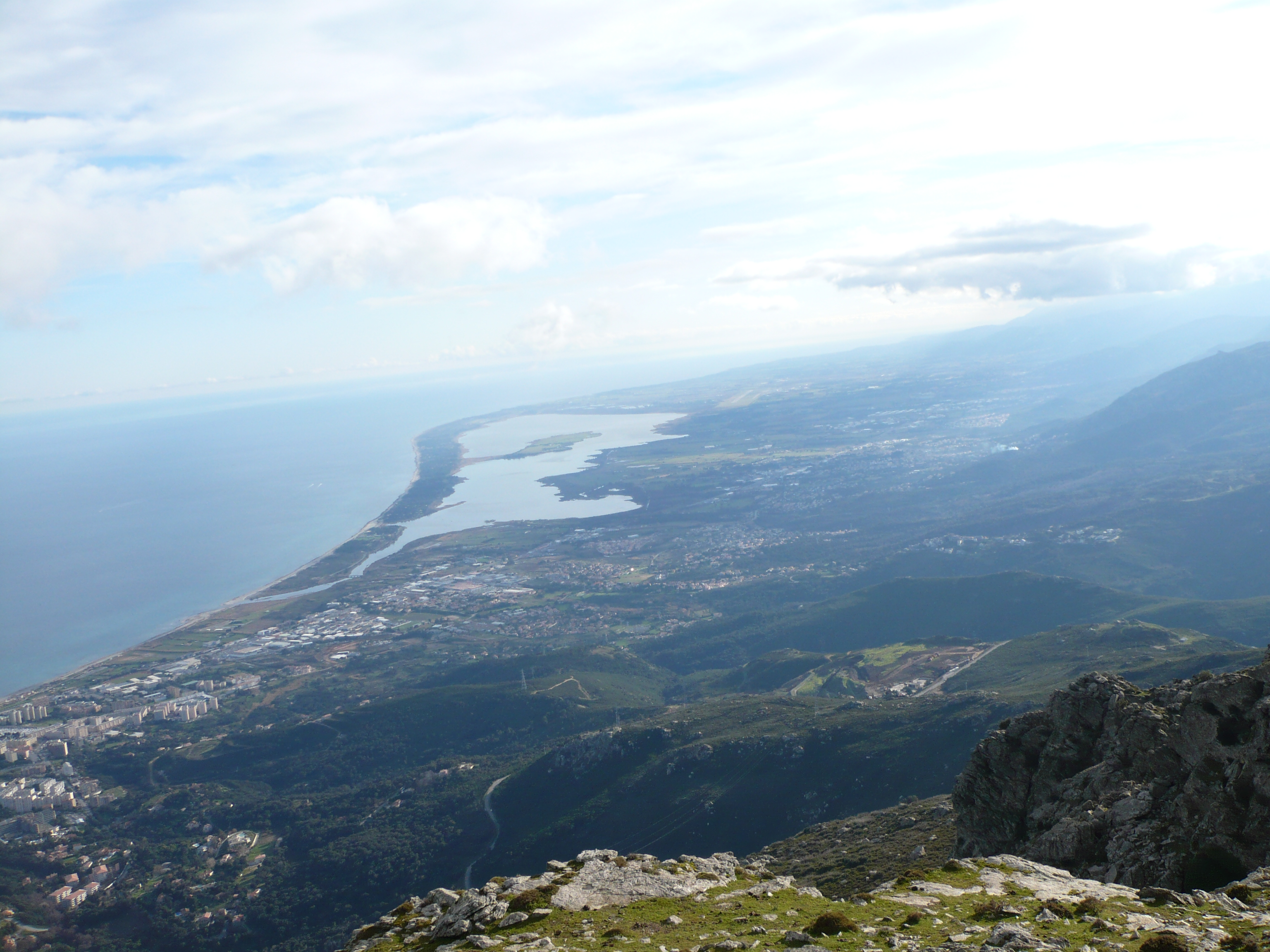
Lo Stagno di Biguglia dal Serra di Pigno
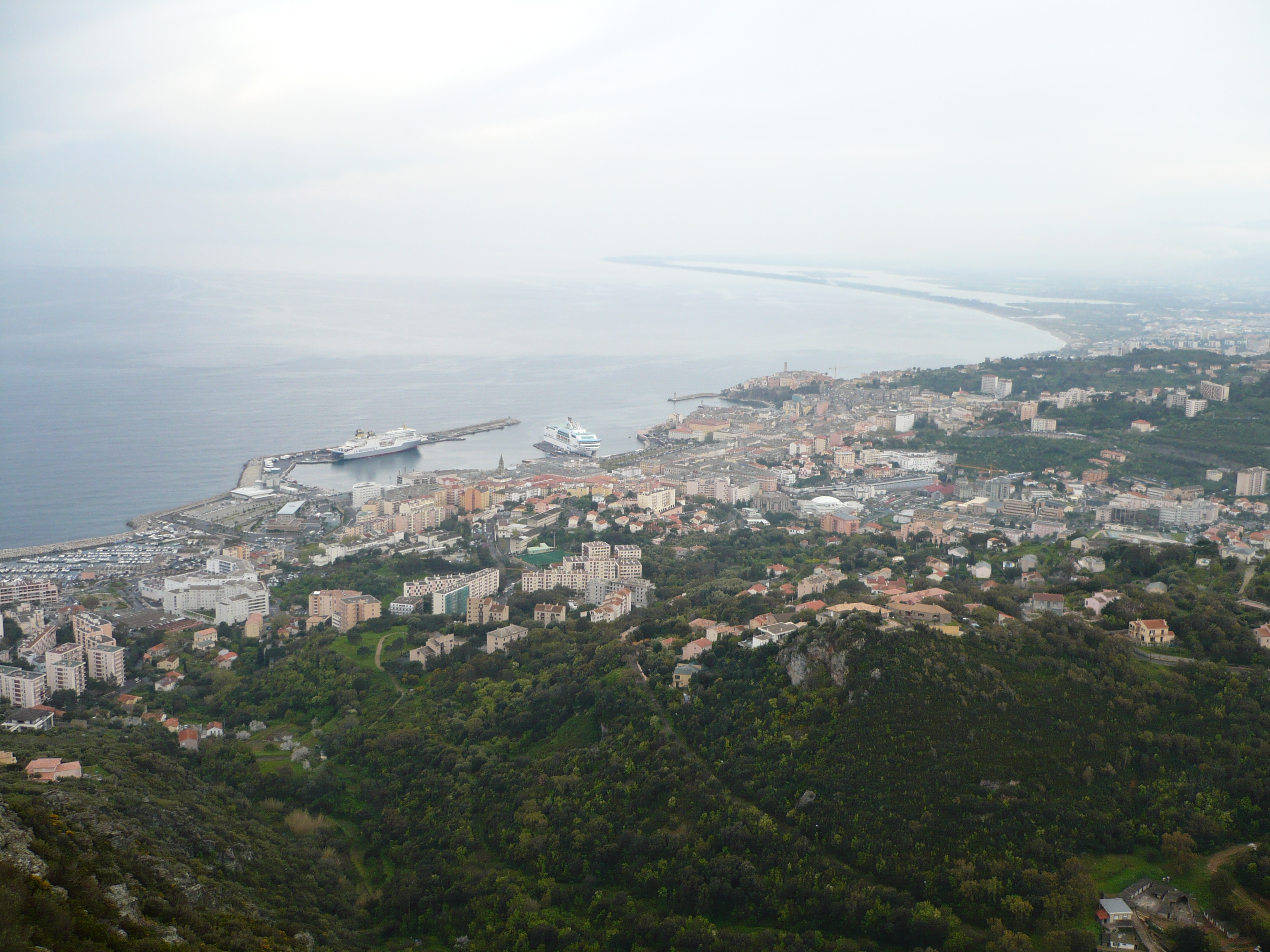
Bastia dal Monte Pinzutu
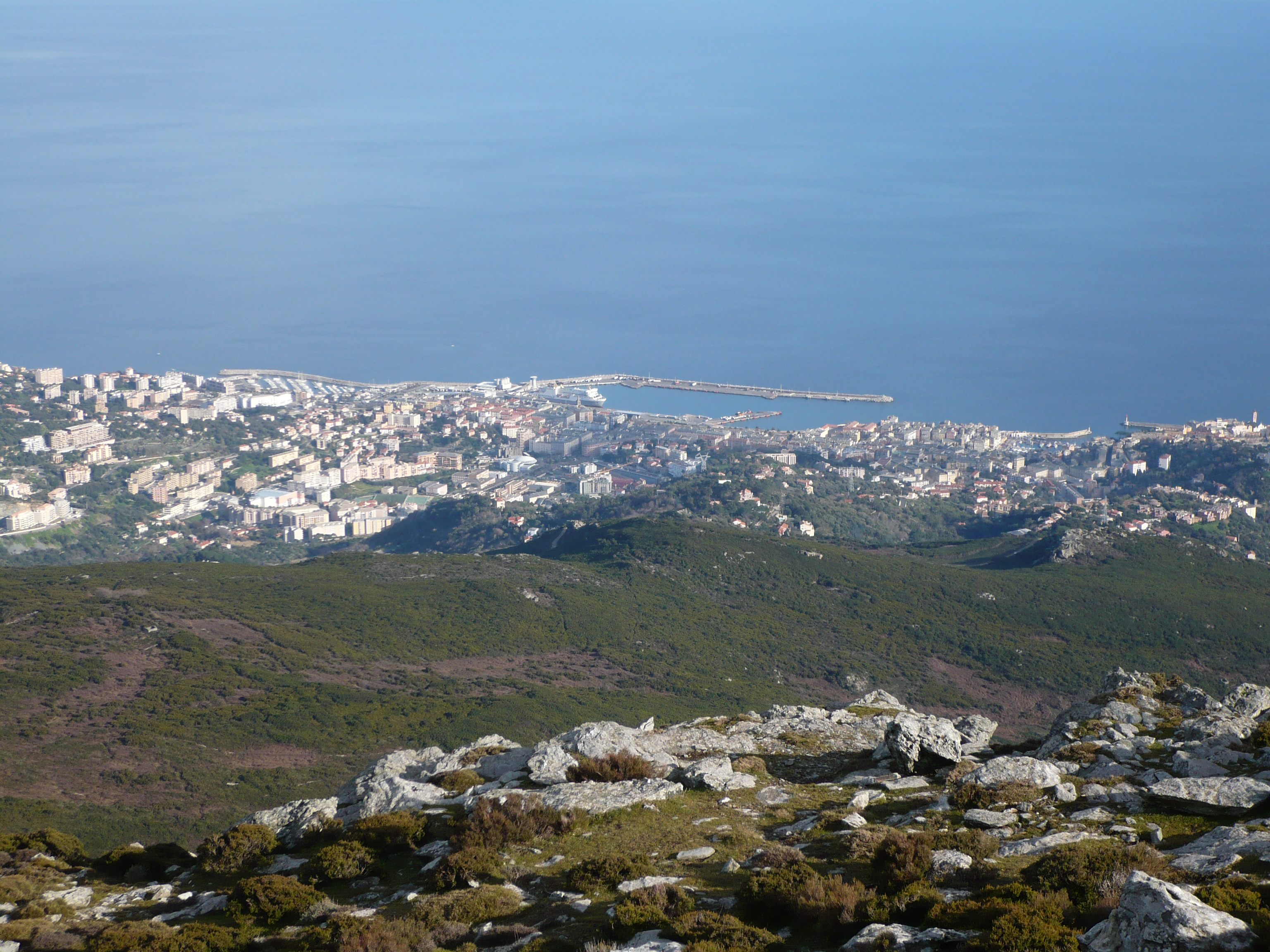
Bastia dal Serra di Pigno
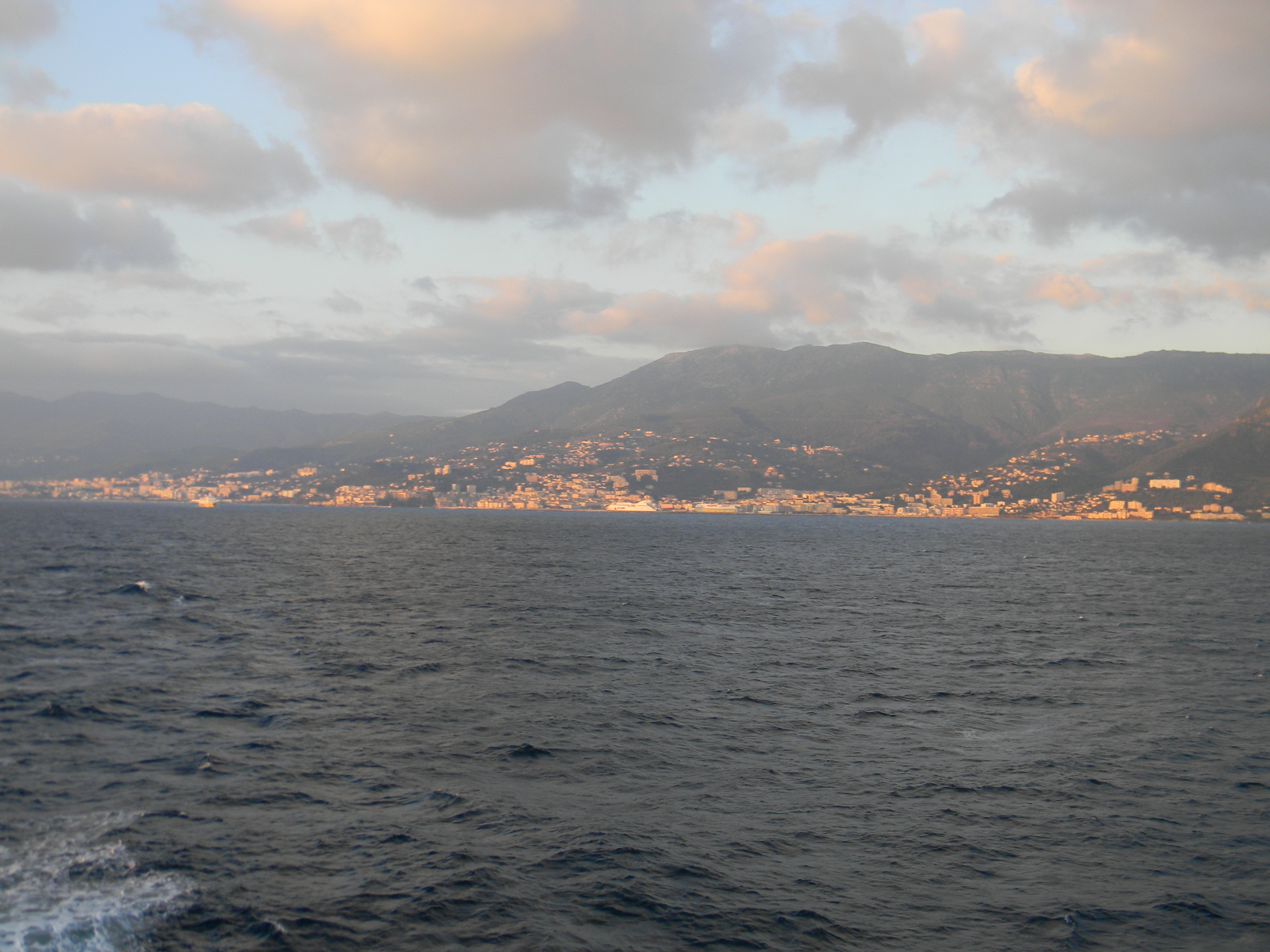
Bastia in lontananza dal traghetto

### Territorio
La città è situata nel nord est dell'isola. Posta all'inizio della Piana orientale corsa, è il punto di collegamento tra la catena montuosa del Capo Corso e il massiccio della Castagniccia. Il Serra di Pigno (963 m) rappresenta il punto culminante del comune, nonché il confine con il Nebbio.
Confina con i comuni di Ville di Pietrabugno, Patrimonio, Barbaggio e Furiani.

### Clima
Secondo la Classificazione dei climi di Köppen, Bastia appartiene alla fascia Csa: clima temperato umido delle medie latitudini con estati calde e asciutte e inverni miti, ovvero il clima mediterraneo. Il tasso di umidità vi è abbastanza alto per via dell'influenza marina (66% in media a luglio e 72% tra ottobre e novembre).
I venti più frequenti sono di Libeccio d'autunno e d'inverno e di Scirocco di primavera e d'estate. Può essere molto violento il vento di Ponente canalizzato dal Col de Teghime.
La piovosità è mediamente di 749 mm annui.
Nella tabella sottostante sono riportati i valori medi.
| Bastia              | Mesi | Mesi | Mesi | Mesi | Mesi | Mesi | Mesi | Mesi | Mesi | Mesi  | Mesi | Mesi | Stagioni | Stagioni | Stagioni | Stagioni | Anno  |
| Bastia              | Gen  | Feb  | Mar  | Apr  | Mag  | Giu  | Lug  | Ago  | Set  | Ott   | Nov  | Dic  | Inv      | Pri      | Est      | Aut      | Anno  |
| ------------------- | ---- | ---- | ---- | ---- | ---- | ---- | ---- | ---- | ---- | ----- | ---- | ---- | -------- | -------- | -------- | -------- | ----- |
| T. max. media (°C)  | 13,3 | 13,6 | 15,0 | 17,0 | 21,0 | 24,9 | 28,3 | 28,2 | 25,3 | 21,5  | 17,1 | 14,2 | 13,7     | 17,7     | 27,1     | 21,3     | 20,0  |
| T. min. media (°C)  | 5    | 5,3  | 6,5  | 8,5  | 11,7 | 15,1 | 18,2 | 18,4 | 15,9 | 12,6  | 8,7  | 5,9  | 5,4      | 8,9      | 17,2     | 12,4     | 11,0  |
| Precipitazioni (mm) | 61,6 | 88,0 | 74,9 | 66,3 | 43,2 | 31,5 | 15,0 | 33,9 | 51,2 | 106,9 | 87,6 | 89,1 | 238,7    | 184,4    | 80,4     | 245,7    | 749,2 |

## Storia

### Le origini
La città prende il suo nome dalla fortezza (una bastiglia) fondata nel 1378 dal governatore genovese Leonello Lomellini per difendere la zona dagli attacchi del conte Arrigo della Rocca. In precedenza esisteva nella zona solo il piccolo centro di Cardo con un porto di pescatori. Presto intorno alla fortezza si formò un centro abitato e nel 1488 Raffè de' Grimaldi terminò il recinto delle mura e cominciò l'edificazione della cittadella, completata da Andrea Spinola nel 1521.

### Il XVIII secolo
Nel XVIII secolo cominciò il movimento di indipendenza dell'isola: nel 1745 Bastia venne espugnata dagli indipendentisti guidati dal Rivarola, capo delle truppe sarde, e dall'ammiraglio inglese Cooper; in seguito fu nuovamente occupata dai genovesi, autori di feroci rappresaglie.
Nel 1764 venne occupata dai francesi, e nel 1768, a seguito del trattato di Versailles, passò definitivamente alla Francia con tutta la Corsica. Nel 1793 perse la qualifica di capitale dell'isola in favore di Ajaccio, scelta dai francesi sia per aver dato i natali a Napoleone Bonaparte, sia per non essere rivolta verso la penisola italiana, i cui legami con la Corsica andavano recisi nel quadro della francesizzazione dell'isola.

### Il XIX secolo
All'alba del XIX secolo la città fu al centro di numerose dispute: nel 1794 fu occupata dagli indipendentisti corsi di Pasquale Paoli, ma fu riconquistata due anni dopo dai francesi; nel 1814 fu occupata dagli inglesi comandati dal generale Montresor e nel 1815 si proclamò brevemente indipendente per iniziativa di Salvatore Viale, per tornare in seguito ai francesi. Nella seconda metà dell'Ottocento furono realizzati i nuovi quartieri residenziali a nord del centro storico. Nel 1873 fu aperto al traffico il nuovo porto mentre nei decenni successivi aprirono i battenti le prime industrie, come ferriere e cantieri navali.

### Il XX secolo
Fu occupata dagli italiani dal 1942 al 13 settembre 1943, quando passò sotto il controllo dei nazisti; il 4 ottobre 1943, infine, i soldati italiani scacciarono i nazisti dall'isola con il concorso dei partigiani e d'un piccolo gruppo di goumier marocchini. La città tornò così sotto la piena amministrazione francese.
Nella seconda metà del XX secolo Bastia riprese ad espandersi, vista tuttavia l'esiguità di terreni disponibili vennero costruiti nuovi complessi residenziali nella valle del Fango e nelle aree a sud, presso il confine con Furiani.

### Simboli
Descrizione araldica dello stemma:
(Descrizione araldica dello stemma)

## Monumenti e luoghi d'interesse
A lungo capitale politica e economica dell'isola, Bastia possiede un ricco patrimonio storico e culturale. Per questo motivo figura nella lista delle Villes et Pays d'Art et d'Histoire del ministero della Cultura francese.

### Architetture religiose
Cattedrale di San Giovanni BattistaFatta costruire tra il 1636 ed il 1666 al posto di un'antica cappella, è l'edificio religioso più vasto di tutta la Corsica. Gli affreschi sono stati realizzati nel 1870 da due artisti fiorentini, Olimpio Bandinelli e Oreste Malfanti. I due caratteristici campanili che danno quella particolare fisionomia alla cattedrale e a tutta la città sono stati aggiunti durante il XIX secolo.
Procattedrale di Santa Maria AssuntaCattedrale della soppressa diocesi di Mariana costruita tra il 1604 e il 1620 sul sito della Chiesa di Santa Maria della Consolazione diventata troppo obsoleta per le esigenze della popolazione.
Cappella di Nostra Signora di MonserratoOspita la Scala Santa concessa da Papa Pio VII nel 1811 per aver accolto i preti romani mandati in esilio da Napoleone I.
Chiesa di San Carlo BorromeoEdificata nel XVII secolo, la sua particolarità risiede nel fatto che non offre il diritto d'asilo. Questa condizione fu posta dalle autorità genovesi nell'isola per consentirne la costruzione. L'unica decorazione originale rimasta sembra essere il retablo dell'altare maggiore raffigurante la Vergine di Lavasina (festeggiata l'8 settembre).
Convento San FrancescoLa costruzione del convento risale al 1521. Sconsacrato dall'inizio della Rivoluzione francese, diventa un ospedale militare per poi essere abbandonato.
Oratorio della Confraternita di San RoccoCostruito nel 1604 su una chiesa preesistente. Presenta una facciata neoclassica ed un interno con pareti foderati in damasco rosso e stucchi dorati.
Oratorio della Confraternita dell'Immacolata ConcezioneL'edificio è stato compiuto nel 1609 mentre la facciata di marmo bianco risale al 1859 ed è opera di alcuni marmorari italiani in Corsica. Le sedute parlamentari del Regno Anglo-Corso si tenevano proprio in questa cappella.
Oratorio della Confraternita della Santa CroceLa più antica confraternita della città, l'edificio è un perfetto esempio di stile rococò. Ospita il crocifisso del Cristo Nero trovato nel 1428 da due pescatori al largo della città.

### Architetture civili

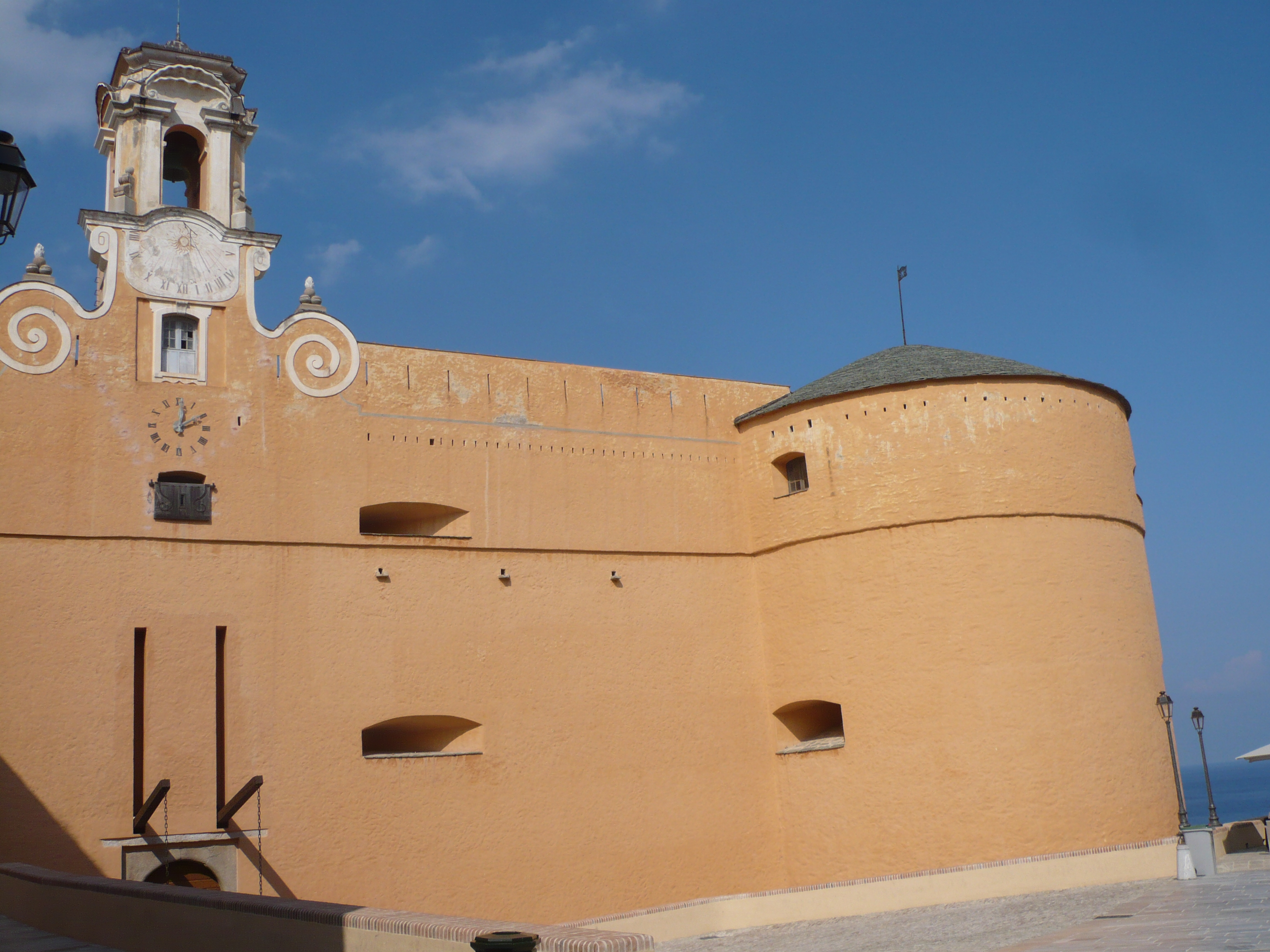
Il palazzo dei governatori genovesi, oggi museo cittadino

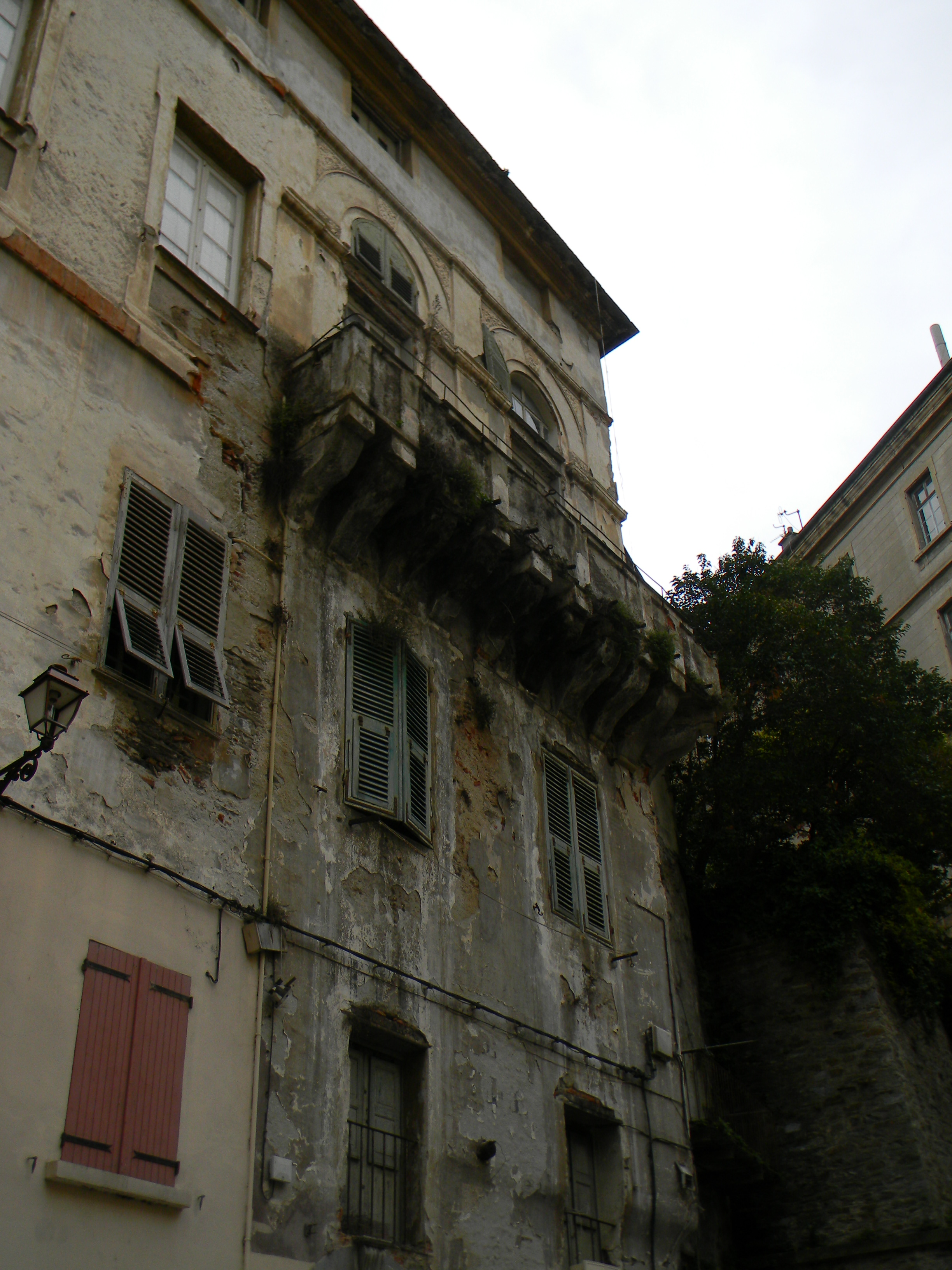
Il palazzo Bronzini de Caraffa

Palazzo dei GovernatoriOriginariamente una semplice torre fatta edificare da Leonello Lomellini (fondatore della città) nel 1380, fu presto trasformato in un castello atto ad assicurare la difesa della città e diventato residenza dei governatori genovesi solo alla fine del XV secolo. Trasformato in palazzo durante il XVI secolo, verrà incluso nell'opera di fortificazione della cittadella. Oggi il palazzo ospita il museo etnografico di Bastia.
Palazzo Bronzini de CaraffaCostruito a partire da una più antica casa, la Casa Petroni, comprata nel 1680 da Anton Bastiano Caraffa, il palazzo è il più grande della città. Ingrandito nel 1775 dal Cavaliere Giovan Battista de Caraffa (che diventerà primo sindaco di Bastia nel 1789), racchiude una biblioteca e una notevole quanto rara collezione di abiti da donna di fine '600 - inizio '800. La città, che ne è proprietaria, lo vorrebbe trasformare in museo nell'ottica di accrescere l'offerta culturale e turistica bastiese.
Palazzo dei Nobili DodiciCostruito nel 1703 per accogliere i rappresentanti delle pievi, i cosiddetti Nobili Dodici. Il palazzo, adiacente al Palazzo dei Governatori, fu il teatro di un duello tra Giacinto Paoli e un notabile bastiese a proposito di un insulto. Ospita oggi la Direzione del Patrimonio del comune.

### Monumenti scultorei

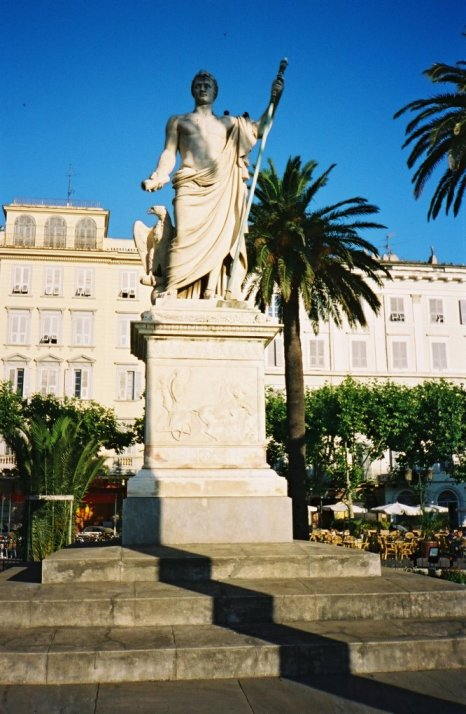
Statua di Napoleone

Statua di NapoleoneOpera di Lorenzo Bartolini, la statua di Napoleone Bonaparte è arrivata a Bastia nel 1854 e posta nella parte sud della Piazza San Nicola dove sta ancora oggi. Realizzata su richiesta di Elisa Bonaparte Baciocchi, sorella di Napoleone, sarebbe stata prima destinata alla sua residenza di Lucca. Comprata in seguito dall'amministrazione corsa per il nuovo monumento dedicato all'imperatore ad Ajaccio, fu trasferita a Bastia.
Monumento ai cadutiInsieme bronzeo, realizzato nel 1870 da Louis Patriarche, raffigurante una madre che sta dando il figlio terzogenito a Pasquale Paoli per la salvezza della Patria.

### Strade e piazze

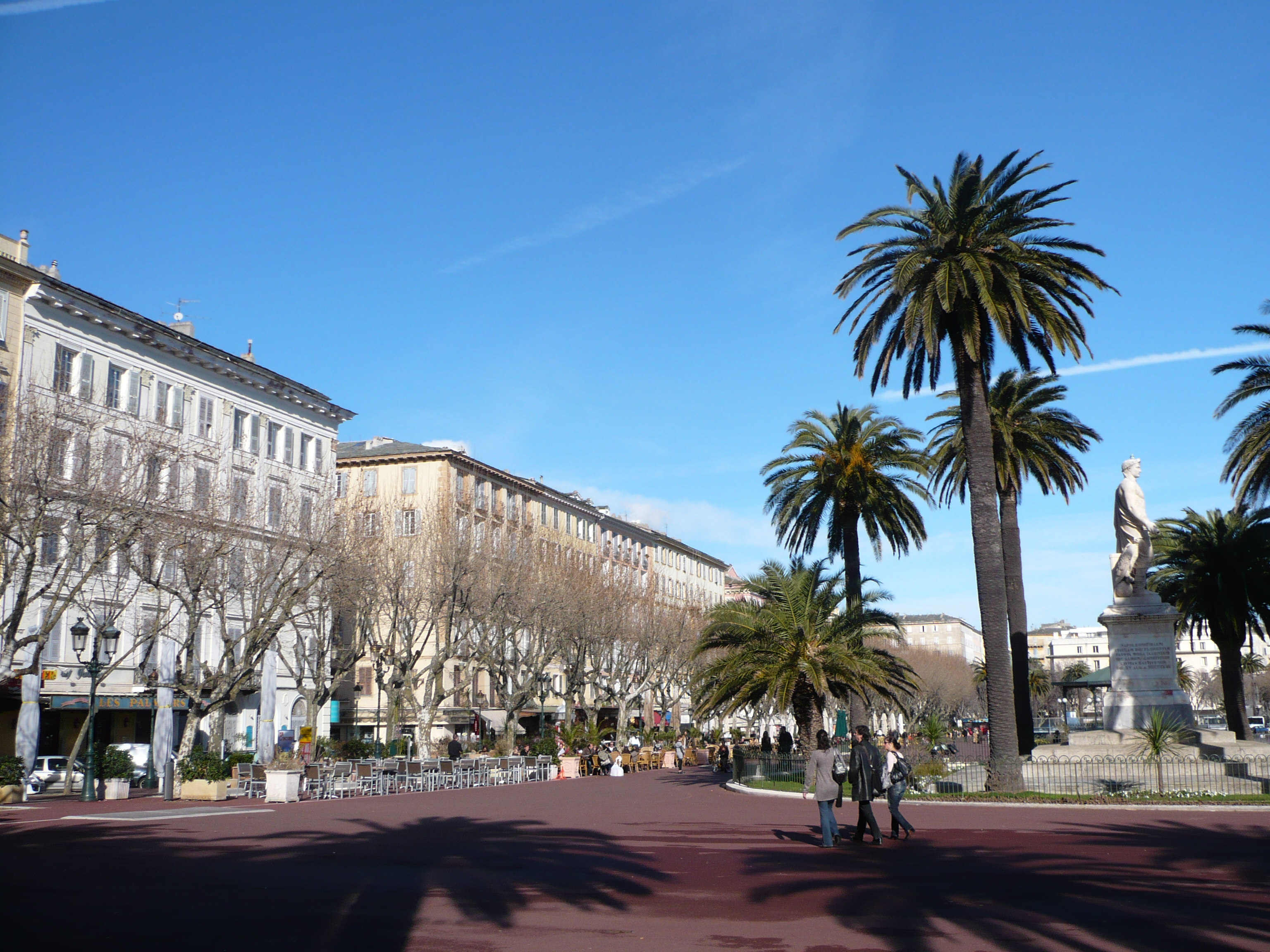
Piazza San Nicola

Piazza San Nicola (Place Saint-Nicolas o Piazza San Nicolau)Vero e proprio cuore della città, l'ottocentesca Piazza San Nicola, lunga circa 300 m e larga 90 m (il che la rende una delle piazze più estese di tutta la Francia) prende il proprio nome da una cappella demolita durante i lavori di sistemazione e di ingrandimento della stessa. Oltre al Monumento ai caduti e alla Statua di Napoleone già citati, la piazza è occupata da un elegante chiosco della musica costruito nel 1907. Le sue dimensioni ne fanno un luogo privilegiato per l'organizzazione di eventi (concerti, mostre, saloni, pista di pattinaggio, ...) e per la passeggiata. È in effetti il punto di ritrovo degli abitanti della città e dei turisti che approfittano dei numerosi ristoranti e bar lungo la piazza. Ogni domenica vi si svolge il mercato che coinvolge tutto il centro fino alla Piazza del mercato.
Piazza del mercato (Place de l'Hôtel de Ville o Piazza di u mercà)Piazzetta alberata collegata alla Piazza San Nicola da Corso Henri Pierangeli, ospita ogni sabato e domenica il mercato dei prodotti tipici. È inoltre sede dell'ex municipio e consente di accedere alla Cattedrale San Giovanni Battista dall'ingresso laterale.
Boulevard PaoliIntitolato a Pasquale Paoli, eroe della indipendenza corsa. Con le sue elegante e alte facciate in puro stile toscano, è l'arteria centrale della città nonché la zona commerciale principale del centro.

## Società

### Evoluzione demografica
Abitanti censiti
Il censimento INSEE del 2017 ha rilevato 45.715 abitanti.

## Cultura

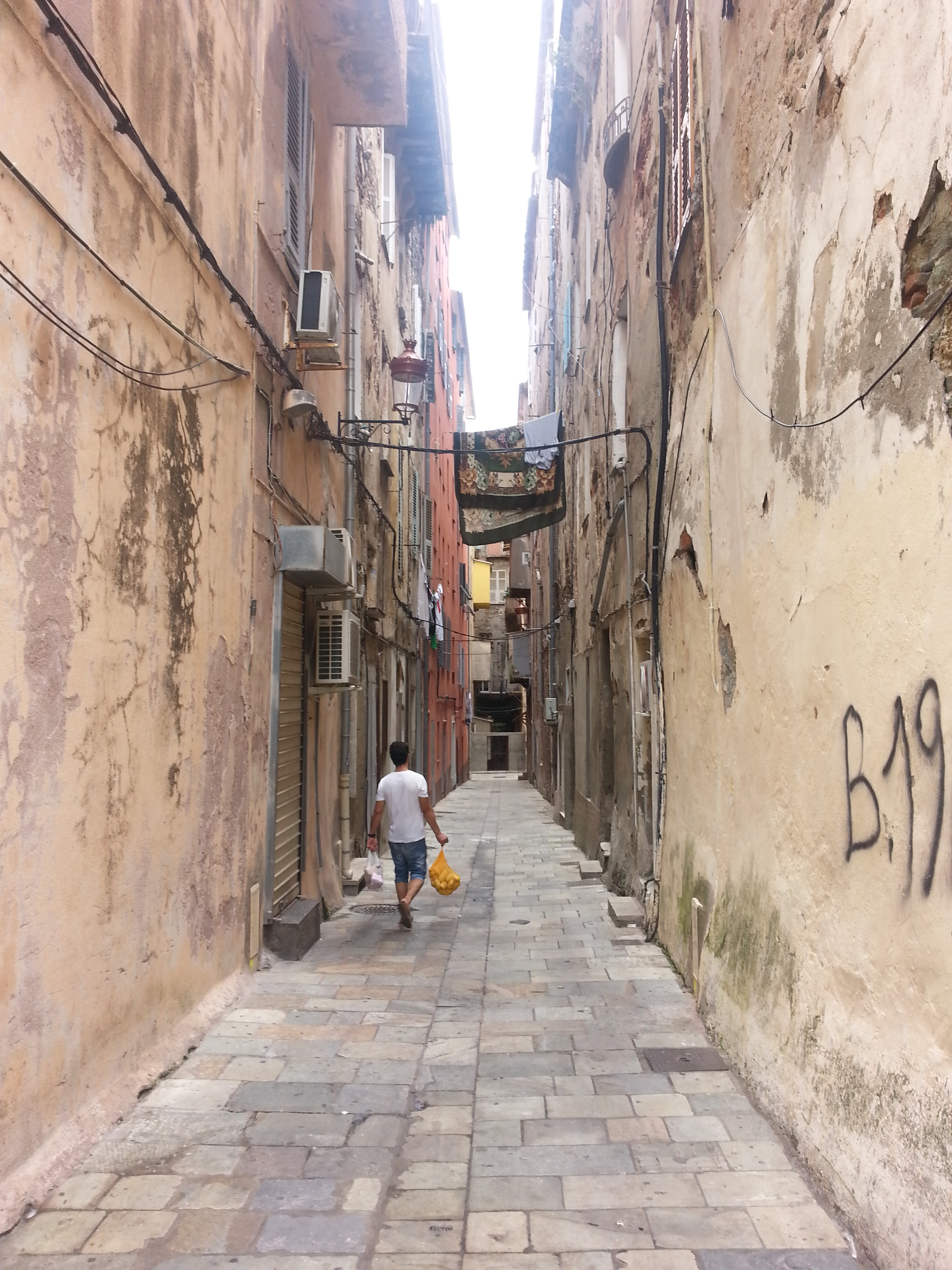
Vicolo nel centro di Bastia

### Istruzione

#### Scuole
Bastia è sede di cinque scuole medie:
- quattro pubbliche:
  - Collège Giraud
  - Collège Montesoro
  - Collège Saint-Joseph
  - Collège Simon Vinciguerra
- una privata:
  - Collège Jeanne d'Arc

e di sei licei:
- uno pubblico generalista
  - Lycée Giocante de Casabianca
- quattro istituti professionali e tecnici
  - Cité scientifique, technologique et professionelle con i due istituti Fred Scamaroni e Paul Vincensini
  - Lycée maritime e aquacole Jacques Faggianelli
  - Lycée Jean Nicoli Archiviato il 27 luglio 2011 in Internet Archive.
- uno privato:
  - Lycée Jeanne d'Arc

#### Biblioteche
Bastia offre un servizio bibliotecario ai suoi abitanti desiderosi di imparare o informarsi composto da tre biblioteche. Inoltre, la biblioteca patrimoniale Tommaso Prelà, ricca di oltre 16.000 volumi, raccoglie il patrimonio storico della città.

#### Teatri e cinema
Bastia ha la fortuna di possedere l'unico teatro all'italiana della Corsica. Costruito negli anni settanta dell'800 ad opera dell'architetto Andrea Scala, fu molto in voga durante la Belle Époque per via della reputazione di esigenza del pubblico. Seriamente danneggiato dai bombardamenti americani del 1943, fu finito di restaurare negli anni ottanta.
A Bastia ci sono inoltre due cinema: Le Studio e Le Regent

### Film girati a Bastia
- Gli amanti di domani (1956) di Luis Buñuel
- Operazione Rosebud (1975) di Otto Preminger
- Forza Bastia (1978) di Jacques Tati e Sophie Tatischeff
- Il bandito corso (2004) di Alain Berberian
- L'uomo di Londra (2007) di Béla Tarr
- Tamasha (2015) di Imtiaz Ali

## Economia
Nel 2007, l'INSEE rilevava 43 315 abitanti a Bastia per una densità di 2 235,0 ab/km². 19 889 uomini e 23 426 donne.
Gli attivi rappresentavano il 64,6% del totale. La disoccupazione totale ammontava al 10,9% (2008 unità).
Il settore dominante dell'occupazione è rappresentato dal settore pubblico, l'insegnamento, la salute e i servizi sociali (46,4% del totale), segue il settore del commercio, dei trasporti e dei servizi vari (42,4%), e dell'edilizia (6,9%).
Secondo le statistiche, l'economia risulta largamente dominata dal settore terziario che schiaccia tutti gli altri. Questa preponderanza è dovuta al ruolo di Bastia come centro amministrativo, culturale e commerciale con la conseguente presenza di numerose istituzioni. Il ruolo importante a livello regionale svolto dalla città nel settore secondario non risulta dalle statistiche per via delle dimensioni del territorio comunale (e questo vale anche a spiegare la quasi totale assenza del settore primario). In effetti Bastia concentra la maggior parte delle imprese operanti nel settore secondario (settore già di per sé poco rappresentato sull'isola).

## Infrastrutture e trasporti

### Strade
L'asse principale in ingresso e in uscita è rappresentato dalla RN193 (o Viale Sampiero Corso sui comuni di Bastia e Furiani) che è a 4 corsie fino a Borgo (sono in corso i lavori di una nuova strada a 4 corsie da Borgo a Vescovato) e collega la città ad Ajaccio e a Porto Vecchio prendendo la RN 198 a Casamozza. Assi secondari per raggiungere la città sono la D80 (Boulevard di Toga) verso Nord e le D 81 (Viale Jean Zuccarelli e Boulevard Benoite Danesi) e D264 (Strada Reale) verso Ovest.

#### Distanza dalle principali località corse

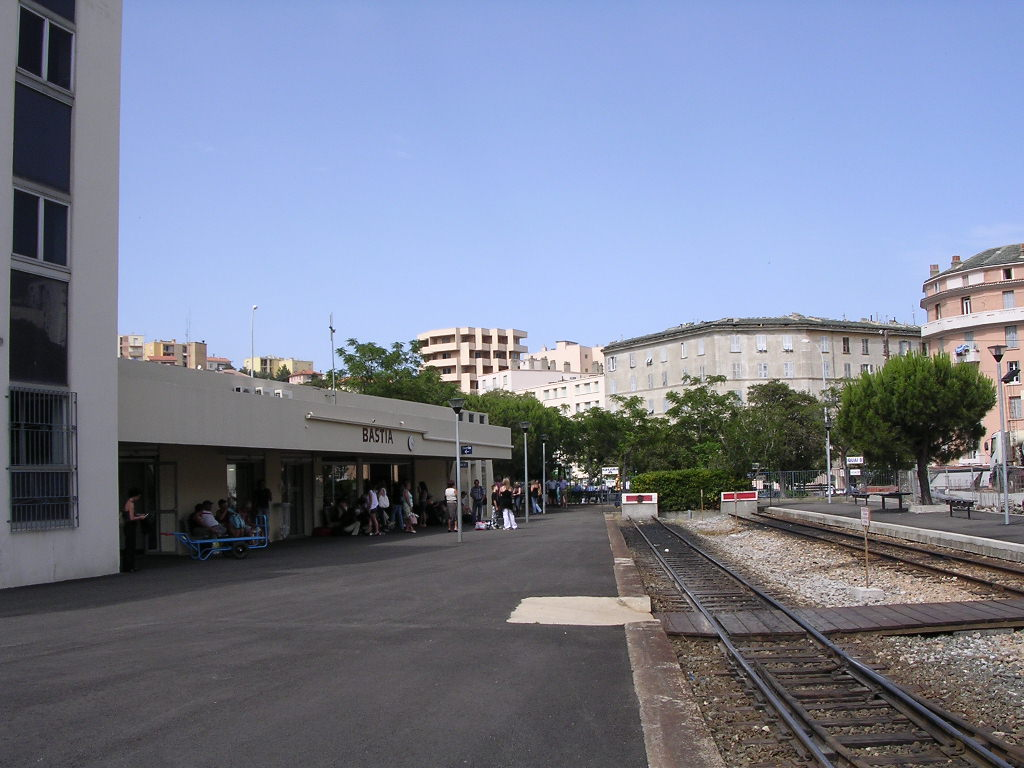
Stazione di Bastia

| Ajaccio       | 153 km |
| Bonifacio     | 170 km |
| Calvi         | 93 km  |
| Corte         | 70 km  |
| Figari        | 166 km |
| Isola Rossa   | 69 km  |
| Porto Vecchio | 143 km |
| Propriano     | 191 km |
| San Fiorenzo  | 23 km  |
| Solenzara     | 103 km |

#### Mezzi pubblici
Bastia è dotata di un servizio di trasporto pubblico su gomma della Société des Autobus Bastiais, con 17 linee che serve razionalmente la città e la sua immediata periferia.

### Ferrovie
La linea a scartamento metrico Bastia – Ajaccio, appartenente alla rete delle Chemins de fer de la Corse, collega la prefettura a Corte e ad Ajaccio. Nel territorio comunale, oltre alla stazione di Bastia, capotronco della linea, sono presenti diverse fermate: Lupino, Rivoli, Bassanese, L'Arinella, Montesoro, Sole-Meo ed Erbajolo. Tutte sono servite dalla linea TER Bastia-Casamozza, mentre solamente Lupino, Bassanese, L'Arinella e Montesoro sono coperte dalla Bastia-Ajaccio.

### Aeroporto

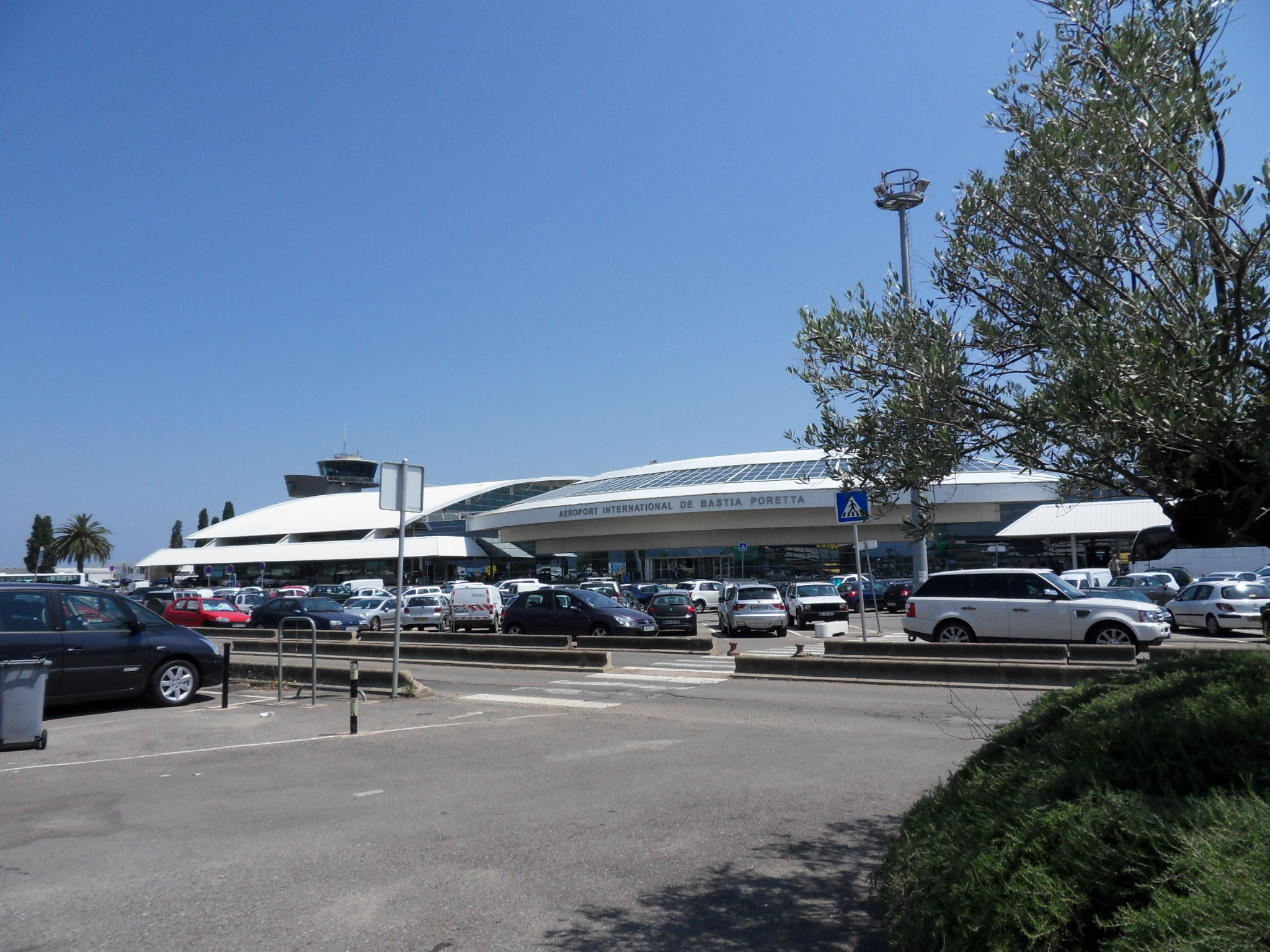
Aeroporto di Bastia-Poretta

Bastia è servita dall'aeroporto internazionale di Bastia-Poretta, situato a pochi chilometri a sud della città, nel comune di Lucciana. Secondo in Corsica solo ad Ajaccio e diciannovesimo a livello nazionale nel 2009 con 1 011 820 passeggeri.

### Porti

Traghetto Danielle Casanova.

Il porto di Bastia, gestito dalla Camera di Commercio dell'Alta Corsica è la principale porta d'ingresso dell'isola. Con i suoi 2 531 750 passeggeri nel 2010 rappresenta oltre il 60% del traffico passeggeri di tutta l'isola e si posiziona al secondo posto della classifica nazionale, dopo Calais (dati impressionanti se si considera l'esiguità del bacino portuale).
I collegamenti sono assicurati tutto l'anno verso i porti di Livorno, Savona, Nizza, Tolone e Marsiglia. Inoltre, sono attivi collegamenti stagionali verso Golfo Aranci, Piombino e Genova.
Le compagnie che servono il porto di Bastia sono la Corsica Ferries, la Moby Lines, la Corsica Linea e la CMN.
È anche il principale scalo merci dell'isola con 1 781 294 tonnellate nel 2010.
Per far fronte all'aumento dei traffici e della lunghezza delle navi, è prevista la costruzione di un nuovo porto alla Carbonite (sud della città) all'orizzonte 2020.
Il nuovo porto sarà in grado di accogliere unità di lunghezza superiore ai 175 m, che è il massimo consentito dal porto attuale.
Consentirebbe inoltre di ridurre notevolmente il traffico in centro e migliorare i flussi di ingresso e uscita.
È previsto nel frattempo l'adattamento dell'attuale bacino alle esigenze di traffico e di dimensioni delle navi. Voluto dall'attuale giunta comunale, il nuovo porto della Carbonite è osteggiato dalle associazioni ecologiste che temono una modifica delle correnti marine nella zona e la distruzione di un vasto posidonieto.
A Bastia ci sono anche due porti turistici, il porto vecchio (350 posti), piccola insenatura e primo porto della città, e il più moderno Porto di Toga (357 posti).

## Sport
- Sporting Club de Bastia, squadra di calcio militante nel campionato francese di Ligue 2.
- Panthers Bastia, squadra di football americano

## Amministrazione

### Gemellaggi
La città è gemellata con:
- Erding
- Viareggio

(Per via della storica gara di offshore Viareggio-Bastia-Viareggio che si è svolta dal 1962 agli inizi degli anni novanta)